# 120 (število)
120 (stó dvájset) je naravno število, za katero velja 120 = 119 + 1 = 121 - 1.

## V matematiki
- zelo sestavljeno število.
- 120 je 5! (5 fakulteta).
- vsota praštevilskega dvojčka, kakor tudi vsota štirih zaporednih praštevil:

120 = 59 + 61 = 23 + 29 + 31 + 37.
- najmanjše število, ki se pojavi šestkrat v Pascalovem trikotniku.
- v normalnem prostoru je vsak notranji kot v enakostraničnem šesterokotniku enak 120°.
- trikotniško število {\displaystyle 120=15(15+1)/2\,\!}.
- osmo šesterokotniško število {\displaystyle 120=8(2\cdot 8-1)}.
- vsota prvih osmih trikotniških števil 120 = 1 + 3 + 6 + 10 + 15 + 21 + 28 + 36 in zato osmo četversko število (tetraedrsko število).
- 120 je deljivo s številom praštevil, ki ga ne presegajo, v tem primeru s 30.
- šesto nedotakljivo število, saj ne obstaja nobeno takšno celo število x, da bi bila vsota njegovih pravih deliteljev enaka 120.
- Harshadovo število
- Zumkellerjevo število.

## Drugo

### Leta
- 120 pr. n. št.
- 120, 1120, 2120